# Bach von Wallenrod
Der Bach von Wallenrod (örtlich auch Musel genannt) ist ein etwa 8,5 km langer, südöstlicher bzw. orografisch rechtsseitiger Zufluss der Schwalm im mittelhessischen Vogelsbergkreis (Deutschland).

## Verlauf und Einzugsgebiet
Der Bach von Wallenrod entspringt im Nordteil des Mittelgebirges Vogelsberg. Seine Quelle liegt etwa 2 km südwestlich des Dorfs Wallenrod, einem Stadtteil Lauterbach, zwischen südlicher Thorkuppe (476,6 m) und nordöstlichem Pfingstberg (402,3 m) auf rund 405 m ü. NHN.
Anfangs fließt der Bach von Wallenrod in einem Rechtsbogen um den Pfingstberg herum nach und durch Wallenrod; dort verläuft er nicht oberirdisch, sondern wurde  kanalisiert, um Überschwemmungen zu vermeiden. Hiernach fließt er im Gemeindegebiet von Schwalmtal etwa in Richtung Norden parallel zur mehrmals unterquerten Bahnstrecke Gießen–Fulda durch Hergersdorf und Brauerschwend.
In Brauerschwend knickt der Bach von Wallenrod etwa nach Westen ab, um etwas unterhalb davon direkt östlich der Landesstraße 3162 (Unter-Sorg–Renzendorf) auf 299 m Höhe in den dort ungefähr von Süden heran fließenden Eder-Zufluss Schwalm zu münden.
Das Einzugsgebiet des Bachs von Wallenrod ist 26,384 km² groß.

## Kurioses zum Bach von Wallenrod
Die südwestlich von Wallenrod gelegene Quelle des Bachs von Wallenrod wird teils als Quelle der Schwalm bezeichnet, die jedoch südsüdwestlich von Storndorf der Schwalmquelle entfließt. Der Bach von Wallenrod ist mit seinen 8,5 km Fließstrecke auch deutlich kürzer als der quellnahe Oberlaufabschnitt der Schwalm, die bis zur Einmündung vom „Bach von Wallenrod“ 12,2 km lang ist.